# Emilio Solari (Admiral)

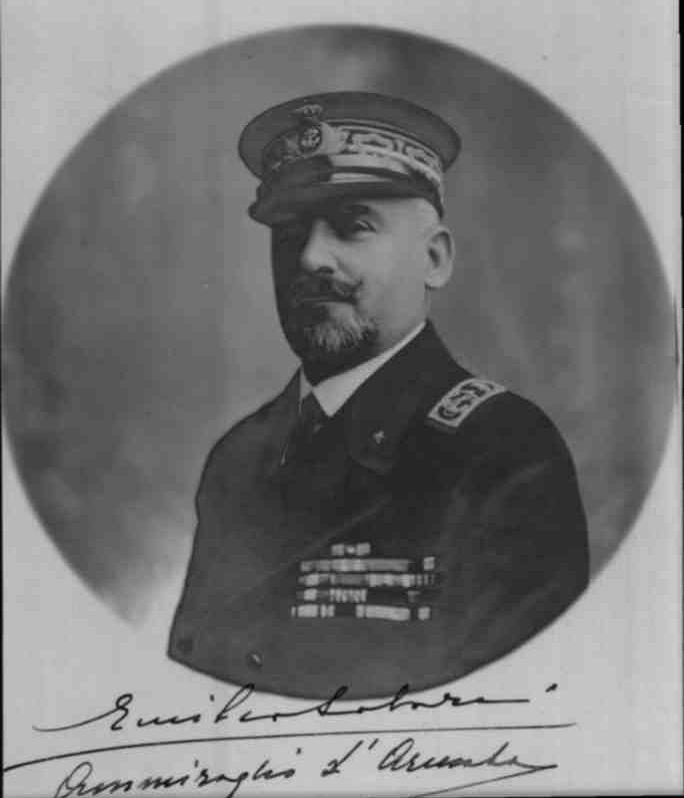
Emilio Solari

Emilio Solari (* 3. April 1864 in Genua; † 29. November 1954 in Rom) war ein italienischer Seeoffizier und zuletzt Admiral (Ammiraglio d’armata) der Königlichen Marine (Regia Marina), der unter anderem zwischen 1915 und 1916 Kommandant der Marineakademie (Accademia Navale) in Livorno war. Während seiner von 1922 bis 1923 dauernden Dienstzeit als Oberbefehlshaber der Seestreitkräfte im Mittelmeer kam es zum Korfu-Zwischenfall. Er war ferner von 1929 bis 1943 Mitglied des Senats (Senato del Regno).

## Leben
Emilio Solari, Sohn von Enrico Solari und dessen Ehefrau Carolina Rossetti, begann am 16. Oktober 1878 eine Ausbildung zum Seeoffizier an der Marineschule (Scuola di marina) in Genua und wurde nach deren Abschluss in die Königliche Marine (Regia Marina) übernommen. In den folgenden Jahren folgten zahlreiche Verwendungen als Seeoffizier. Er nahm 1889 an Marineeinsätzen in Afrika teil und wurde für seine Verdienste am 4. Juni 1899 Ritter des Ordens der Krone von Italien sowie am 24. November 1907 auch Ritter des Ordens der Heiligen Mauritius und Lazarus. Er fungierte zwischen dem 1. Februar und dem 18. August 1910 als Präsident des Marinegerichts (Tribunale militare marittimo) und wurde am 2. Juni 1910 zum Offizier des Ordens der Krone von Italien ernannt. Er wurde am 22. Dezember 1910 zum Chef des Stabes und Kommandanten der maritimen militärischen Verteidigung des Marinestützpunktes auf dem La-Maddalena-Archipel ernannt und nahm am Italienisch-Türkischen Krieg (29. September 1911 bis 18. Oktober 1912) teil. Für seine Verdienste erfolgte am 3. April 1913 seine Ernennung zum Kommandeur des Ordens der Heiligen Mauritius und Lazarus sowie am 28. Dezember 1913 auch zum Kommandeur des Ordens der Krone von Italien.
Während des Ersten Weltkrieges fungierte Solari unter anderem zwischen dem 10. Oktober 1915 und dem 21. Mai 1916 als Kommandant der Marineakademie (Accademia Navale) in Livorno. Für seine Verdienste in der Nachkriegszeit und den ersten Jahren der Zwischenkriegszeit wurde er am 10. November 1918 Großoffizier des Ordens der Krone von Italien, am 14. Dezember 1919 Großoffizier des Ordens der Heiligen Mauritius und Lazarus und am 18. März 1920 Offizier des Militärordens von Savoyen, ehe ihm schließlich am 1. Mai 1921 das Großkreuz des Ordens der Krone von Italien verliehen wurde. Er fungierte zwischen dem 1. August 1921 und dem 6. November 1922 als Generalsekretär des Marineministeriums (Segretario generale del Ministero della marina) und übernahm im Anschluss vom 1. Dezember 1922 bis zum 1. Dezember 1923 den Posten als Oberbefehlshaber der Seestreitkräfte im Mittelmeer (Comandante in capo delle Forze navali armate del Mediterraneo). Während dieser Verwendung kam es zum Korfu-Zwischenfall (29. August bis 27. September 1923), eine diplomatische und kriegerische Auseinandersetzung um die griechische Insel Korfu zwischen dem Königreich Griechenland und dem Königreich Italien. Der faschistische Ministerpräsident Italiens, Benito Mussolini, nahm die Ermordung des italienischen Generals Enrico Tellini, der zur Schlichtung von Grenzkonflikten eingesetzt worden war, zum Anlass, Korfu zu besetzen. Nachdem der Völkerbund die Angelegenheit nicht zu lösen bereit war, kam die Pariser Botschafterkonferenz den Forderungen Mussolinis überwiegend nach. Als Griechenland diese erfüllte, verließen die Italiener Korfu nach mehrtägiger Besetzung wieder.
Am 31. Oktober 1923 wurde Emilio Solari Vorsitzender des Admiralitätsausschusses (Comitato degli ammiragli) und fungierte zwischen dem 1. August 1925 und dem 1. Dezember 1926 als Vorsitzender des Obersten Marinerates (Consiglio superiore di marina). Er wurde während dieser Tätigkeit am 16. September 1926 zum Admiral (Ammiraglio d’armata) befördert und zudem am 11. November 1926 zum außerordentlichen Kommissar für den Hafen Neapel ernannt. Am 2. März 1929 wurde er zum Mitglied des Senats (Senato del Regno) ernannt und gehörte diesem bis zum 5. August 1943 an. Während seiner Senatszugehörigkeit war er zwischen dem 4. Mai 1932 und dem 5. August 1943 mit kurzen Unterbrechungen Mitglied des Ausschusses für den Obersten Gerichtshof (Commissione per il giudizio dell’Alta Corte di Giustizia) und bekam für seine Verdienste am 31. Dezember 1934 das Großkreuz des Ordens der Heiligen Mauritius und Lazarus verliehen. Während dieser Zeit war er vom 17. April 1939 bis zum 5. August 1943 außerdem Mitglied des Senatsausschusses für die Streitkräfte (Commissione delle forze armate). Nach dem Zusammenbruch des italienischen Faschismus wurde gegen ihn beim Obersten Gerichtshof für Sanktionen gegen Faschismus ACGSF (Alta Corte di Giustizia per le Sanzioni contro il Fascismo) am 7. August 1944 ein Verfahren eingeleitet. Er wurde als Senator dafür verantwortlich gemacht, dass er den Faschismus aufrechterhalten und den Krieg ermöglicht hätte, sowohl durch sein Abstimmungsverhalten als auch durch individuelle Aktionen, einschließlich Propaganda innerhalb und außerhalb des Senats. Mit Datum vom 30. August 1945 erfolgte der Beschluss zur Einziehung seines Vermögens, der durch Urteil vom 8. Juli 1948 bestätigt wurde.
Aus seiner Ehe mit Rebecca Oddini gingen die Kinder Stanislao und Vittoria hervor.